# 德育及國民教育科
德育及國民教育科，簡稱“國教”，是香港特別行政區政府曾經於2012年建議，現時為非强制性开展的小學一年級至中學六年級的新獨立學科。
香港政府聲稱透过持续学习，使学生对中华人民共和国快速的发展引以自豪感及建立国民身份认同，并以价值观和态度为导向，帮助他们养成良好品德和「国民素质」，从而丰富生命内涵，确立个人于家庭、社群、国家及世界范畴的身份认同。
2012年9月8日前，教育局曾经计划将此學科列为必修科於2012年9月新学年开展课程，称为三年开展期，香港行政長官梁振英表示，學校可以決定於同年、下年（2013年）或者後年（2014年）推行，此举被反对人士指责为「先推行后检讨」。同年9月8日，梁振英宣布取消德育及国民教育科的三年开展期的規定，改變為由学校自行决定是否开办国民教育科及其教學方式，而开展科目的53万元津贴维持不变。
此學科引起了香港社会的广泛关注和质疑，支持的親建制派称此举为「国际惯例」，香港人作为中国人，有必要加强对中国的认识；而反对的泛民主派则指《香港基本法》以永久性居民定義香港人而非「國民」，批評《课程指引》内容偏颇、注重「情感」觸動、剝奪學校自主強制推行，為「洗脑」教育；因而發起了多次的活動，例如街站、聯署、遊行、集會及絕食等，要求香港政府撤回德育及國民教育科。
对于教材及课程开展，行政長官梁振英曾經重申：教材由学校订制，无强制官方教材。梁指香港市民有点担心的是当代国情课程，大概占整个课程的1/20，香港现有的小学课程也包括世界、香港社会，如果略掉国家部分似乎會造成斷裂。教育局於2012年9月10日抽起当代国情部分，并称会尽速检讨论课程指引中引起争议的「情感层面」评估等。2012年10月8日，政府宣佈擱置課程指引，但學校可以自主決定是否可開展國民教育科。

## 背景
香港早於1952年開始在中學初中課程推行公民科（Civics）。到了1975年亦開始推行社會教育科，主要是借鑑美加和英國透過綜合課程發展社會科，但結果不太理想，更被視為次等科目。學者曾榮光認為殖民地香港的公民教育是一種「無政治」和「無民族」的殖民地精英教育；學者黎國雄認為港人只有「子民」的地位而沒有所謂「公民」的身分。
1984年簽訂《中英聯合聲明》後，香港政府於1985年推行《公民教育指引》，強調以滲透形式推行公民教育。殖民地政府於1995年成立公民教育工作小組，屬下的課程發展議會並於翌年發表新的《學校公民教育指引》，除加入民主、自由、平等、人權與法治等政治元素外，更強調以批判思考及解決問題的技能來認識社會、民族、國家和世界，祈能作出合理的判斷。
2007年7月，中共中央總書記胡錦濤視察香港並發表講話，強調「要重視對青少年進行國民教育」。在之後的3年內，時任特首曾蔭權都在《施政報告》中提出要加強國民教育。2010年，曾蔭權在施政報告中明確提出設立獨立的「德育及國民教育科」，而德育及國民教育專責委員會亦告成立，主席為李焯芬。

## 原先方案
課程設有校內評核，以及公佈全香港平均分供學校檢討成效，並且以「國民教育內地學習及交流活動資料庫」記錄學生於小至中學階段內的活動，教育局可能會將上述資料轉送給學生將來升學或轉讀的學校。
撰寫課程指引的李焯芬教授指出：「如果三年之後有學校不跟隨德育及國民教育科課程指引來開辦課程，教育局會通過視學制度來處理，視學小組會指出其不足之處，要求糾正」，「目前需要接受『校本化』的現實，是比較可行的第一步。至於十年後有了更多經驗，也許會有更好的平台做中央式的設計」。教育局長吳克儉在亞視國際台《時事縱橫》節目稱，全香港學生加上家長數目過百萬，僅有10萬人上街表達對此科之不滿，可見香港有數百萬「沉默大多數」支持國民教育推行；若個別學校表達不推行，教育局會派員協助，就開展國教科作討論。

### 課程指引
2012年6月，教育局出版的德育及國民教育科課程指引：
課程宗旨
本科旨在透过提供持续及有系统的学习经历，培育学生正面的价值观和态度，帮助他们养成良好品德和国民素质，从而丰富生命内涵，确立个人於家庭、社群、国家及世界范畴的身份认同。本科培育学生品德及国民素质，当中包括：

- 培育品德：承傳中華美德，包括仁、義、禮、智；培育普世價值，包括：和平、仁愛、公義、自由、民主、人權、責任感、尊重他人等。
- 正面積極：依循「認識自我、立足香港、背靠祖國、面向世界」的方向，實踐優良品格，樂於關顧家人、服務社會，願意為國家及世界人民謀福祉，建立正面積極的人生態度。
- 自我認識：加深自我認識，了解個人在家庭、社群、國家及世界的角色和責任，以及權利與義務。
- 情理兼備：發展獨立、多角度及审辩式思维能力，能以客觀和理性態度，辨識相關生活事件所蘊含的意義和價值，並作出合情合理的判斷。
- 認同身份：建立於不同生活範疇的身份認同，主動關心家庭、社群、國家及世界，成為有識見和負責任的家庭成員、社會公民、國民及世界公民。
- 行動實踐：養成良好習慣，於不同生活範疇，能以積極的態度，作出理性而負責任的決定，並勇於行動實踐。——— 《課程指引》第2頁

。同時重視培養學生獨立思考及自主能力，使到他們明辨是非，能夠作出情理兼備的價值判斷，並且建立個人抱負及理想，對家庭、社群、國家與世界作出承擔及貢獻。課程不設立公開試，但是設有校內評核，以及公佈全香港平均分供學校檢討成效，並且以「國民教育內地學習及交流活動資料庫」記錄學生於小至中學階段內的活動，教育局可能會將上述資料轉送給學生將來升學或轉讀的學校。
课程架构
德育及國民教育科課程架構建基於五個生活範疇的相關知識，提供生活化的學習內容，並緊扣學生於各學習領域/科目及相關學習經歷/活動所獲得的知識、技能、價值觀和態度，培育學生的品德及國民素質。
- 個人範疇：幫助學生發展獨立自主的人格，具備自愛、自律、自信等個人素質，擁有積極樂觀的人生態度，並養成健康的生活方式，當面對逆境、疑惑和挑戰之際，能夠明辨是非，作出情理兼備的判斷，並勇於付諸實踐。
- 家庭範疇：提高學生作為家庭成員的身份認同，理解個人在家庭的角色，並以關愛、誠懇、互相尊重等價值觀和態度，與家人維繫良好關係，共同面對家庭的轉變和挑戰，促進和諧的家庭生活。
- 社群範疇：幫助學生於不同處境，包括：與朋友、同學、社會上不同人士及職場上的同事相處時，理解個人在不同社群的角色、權利與義務，樂於與不同人士溝通，彼此融洽相處，並關心社會發展，積極參與，成為具有獨立思考、有識見和願意承擔的社會公民。
- 國家範疇：提升學生對國民身份的認同，理解國民的角色、權利與義務，孕育家國情懷，主動了解國情，探討國家發展的機遇與挑戰，例如：成果、困難、局限、改善方向等；協助學生培養明辨是非、獨立思考的國民素質，與國家根脈相連，休戚與共，樂意為國家發展及國民福祉作出承擔及貢獻。

國家範疇主要學習目標
「從認識國家的山川地貌、天然資源、古蹟文物等，提升對國家的歸屬感；體會國家當代發展，培養反思精神，建立國民身份認同；從追溯中國傳統習俗和自己/同儕的祖籍及家鄉，萌發對國家、家鄉、居住地的歸屬感；向國家不同領域的傑出人物借鏡，學習他們的品格情操，體會延續與承傳。」——— 《課程指引》第26-27頁
國家範疇延伸學習內容舉隅
「自然國情(大地恩情)：從不同角度了解地域、山川地貌、省份、自治區和城市的發展。
當代國情(基礎與展望)：認識現任的國家領導人，了解領導人作出的努力和貢獻，以及面對的困難和挑戰。
人文國情(民族與風俗)：從不同層面了解節日習俗的內涵。
歷史國情(延續與承傳)：探討歷史名城的發展過程，例如：西安、南京、北京等，了解它們配合現代社會而不斷發展，體現歷史發展中延續與承傳的特色」——— 《課程指引》第28頁
课程规划
「學校規劃本科課程，可加入「校本」和「生本」的考慮，作出調適，惟須以達至本科的學習目標為規劃原則。」——— 《課程指引》第57頁
- 以德育及國民教育科課堂學習為主導，運用不同範疇的生活事件及議題作為學習情境，幫助學生提高本科的知識基礎及培育價值觀；
- 各學習領域/科目與德育及國民教育科課程相關的課堂學習，為學生提供有關知識、技能、價值觀和態度，促進德育及國民教育科的學與教；
- 配合相關學習經歷/活動，例如：參觀考察、交流體驗、服務學習等，為學生提供真實和生活化的學習經歷，深化學習成果。

学与教
認知、情感、行為的結合：「認知」的提升，增進學生知識，以及思維和判斷能力，有助學生辨識生活事件及議題所蘊含的價值觀和態度，作出理性分析和判斷；「情感」的培育，能觸動學生情懷，提升他們擇善固執的決心和勇氣；「行為」的實踐，讓學生有決心、有勇氣及自信，將信念和決定付諸實行。

- 從認知方面加深學生對課題內容、相關價值觀及身份認同(包括：個人、家庭、社群、國家及世界)的認識，提高他們的理解、思考、分析、判斷、評鑑能力等。
- 從情感方面引發學習動機，培養學生持守正面的價值觀和態度，建立於各生活範疇的身份認同，並孕育移情共感的態度，能「將心比己，設身處地」，主動反思及體察別人的處境。
- 從行為方面鼓勵學生於各生活範疇身體力行，實踐正面的價值觀和態度，亦幫助他們了解不同行為背後所要承擔的代價和後果。——— 《課程指引》第70頁

- 教師可運用對談形式，就學生所提出的論述，給予正面回饋，引導學生思考自己言行所牽涉的價值觀，藉此建構學習支架，檢視和反思自己的行為和信念，加深對自己價值觀的認識。
- 藉書寫活動，讓學生在不受環境及情緒的影響下，梳理自己的思維，並針對議題作出理性分析，進而引發學習動機。
- 在澄清價值的討論過程中，教師可擔當學習促進者的角色，為學生提供一個自由開放的討論平台，鼓勵每位學生投入討論，避免討論被少數人壟斷，促進更深入與廣泛的思考。
- 於爭議性議題的學與教，重視學生的思考及判斷過程，引領學生進行多元多角的分析，並作出情理兼備的判斷。
- 透過多元化學習模式，例如：辯論、角色扮演、小組討論、專題研習等，並透過有效的提問，引領學生從思辨中澄清相關價值。
- 指導學生以不同觀點了解各生活範疇的事件和議題，包括選取「人物」、「場景」、「事件」和「時間」作為思考的切入點，而國家及世界範疇亦可從四個分析向度（包括「政治」、「社會」、「人文」和「科技」）進行探究，從而立體地了解不同生活範疇的事件和議題。
- 「言教」與「身教」的配合，「言教」包括教師的解說、分享、說故事的方式；或讓當事人現身說法，提升學習效果。「身教」強調教師或楷模人物於日常生活的情境身體力行，將良好的品德行為向學生展現。

有關學與教效能的反思問題。下列的反思問題，目的是為教師提供一個檢視框架，以期進行本科的評估時，能有系統地了解學生於價值觀建立的歷程中，所達到的階段和成就；為評估和展示學生的學習成果，提供參考。教師亦可以因應「校本」和「生本」的考慮，選擇不同模式，善加調節，優化本科的學習評估。
- 價值覺醒
  - 能否促進學生意識日常生活言行、思想、習慣所蘊含的價值？(舉例：教師協助學生意識守時的行為蘊含重視信諾、尊重規則等價值。)
  - 能否引發學生對於個人、社會及與普世價值的思考及重視？(舉例：教師引發學生培養對於人道主義的重視，於個人層面尊重生命的可貴；於世界層面跨越地域、民族限制，發揮守望相助的精神，當有需要時向他人施以援手。)
- 價值理解
  - 能否促進學生掌握課堂學習或活動所蘊含的價值，以及理解價值的內涵與延伸的意義？(舉例：教師藉安排適切的課堂學習或活動，協助學生掌握當中蘊含的價值，如生活體驗可以拓闊學生對於不同生活範疇的認識，表現包容、接納的價值；參與升國旗儀式，有助提升對國家象徵的重視及尊重。)
  - 能否協助學生理解價值的呈現方式，並使學生確立並認同作為相關群體的身份，進而建立自豪和歸屬感？(舉例：教師協助學生建立對於不同身份的認同，並以成為相關團體成員而感到自豪，例如：學生以成為升旗隊的隊員、內地交流團代表而感到光榮。)
- 價值衝突
  - 能否引領學生就不同價值進行辨識與比較？(舉例：教師設計價值兩難處境，協助學生了解價值衝突，如公義與人情、自由與責任之間的衝突，進一步釐清學生對不同價值的理解，權衡輕重，並思考如何梳理價值衝突。)
  - 能否鼓勵學生就不同價值衝突情境，進行理性思考及多角度分析，並作出合情合理的判斷？(舉例：教師協助學生於價值兩難衝突處境，作出多元多角的考慮，進行價值優次排列，從而作出合情合理的判斷。)

學與教基礎：以「情」引發。
- 國家範疇學習，首要確立對「國情」的認識。國情泛指國家發展的狀況，包括國家的政治、經濟、文化等各方面的基本發展情況，有關內容並非靜止不變，而是一個綜合和動態的概念。國情內涵可以歸類為四個學習主題，包括：自然國情、當代國情、人文國情和歷史國情：
  - 自然國情：旨在了解國家的自然資源開發運用，了解國家的潛力及面對的機遇和挑戰。
  - 當代國情：包含政治、經濟、外交、科技等內容，探討現有及展望未來。
  - 人文國情：旨在認識國家的文化成就，承傳優良傳統。
  - 歷史國情：旨在探討國家的歷史重要時代、人物、事件和地域，以及重要發展脈絡。

國情範疇學習，重視「情懷」、注重「情感」、本於「真情」：

- 重視「情懷」：情怀源自个人与国家的感情联系，教师应培养学生的家国情怀。建立国民身份认同，离不开对国家情感的孕育，不能只是记诵资料，必须要重视人情，才可以让国情学习富有生命力。教師應讓學生明白自己與國家同根同源，在歷史、民族和文化三方面，彼此關係密切。
- 注重「情感」：教师应协助学生领略家国情怀，由接触国情资料开始，体会国情资料背后的丰富情感，因而产生触动。同时，了解国情学习重视与他人沟通，由接触到触动，产生互相感应通达的效果。要真正了解國家的發展，不可能光是依賴從書刊或傳媒得來的資料，學生得結合課堂學習，親自踏足祖國，透過實地參訪交流，運用各種感官認識國家發展。
- 本於「真情」：要推展國情學習，師生的投入不可或缺，還需要互相感動和激勵。要成功推動國民教育，教師要有感動學生之心，才能對學生產生感染力。國民教育並非單求知識累積，而是需要以互動方式，彼此激勵，孕育真情，成為推動國民教育的原動力。——— 《課程指引》第120頁 附錄六

评估
- 建議學校靈活運用各種評估模式，包括「進展性評估」及「總結性評估」，從「認知」、「情感」和「行為」三個層面進行持續及多元化的評估，有系統記錄學生轉變，為學生提供具方向性的指導。
- 本科為學生提供「正能量」，以培養品德及國民素質為目的。教師應以欣賞、鼓勵和支持的態度，就學生於本科學習表現，作出肯定，提升學生的自信心及自我形象，促進學生能持續進步。

- 認知層面：就了解學生於「認知層面」的轉變，教師除了留意學生對道德概念及價值觀(例如：公義、責任感、公德心等)的認識，亦包括學生對理性思考、道德判斷及相關生活技能的掌握，例如：表達能力、分析能力、溝通能力、協作能力、決策能力等。
- 情感層面：就了解學生於品德及國民素質的轉變和發展，教師可觀察學生的學習過程，從中了解學生由情感觸動以至態度上的轉變。這個態度轉化的歷程，可以由疏離、漠不關心，到願意關注、接納、認同、表達意見及樂意參與，並表現於具體的行為。這份情感的表達並非剎那間、片段式的意念，而是延續及持久的態度轉變和發展。
- 行為層面：教師可在學生參與學習活動的過程，記錄他們出席的頻率及行為表現，並觀察他們的學習態度，例如：交流或專題研習的學習歷程中，能主動幫助同儕及承擔工作，從而了解他們在學習過程中的轉變。除了記錄學生於學習過程的表現，教師也可觀察學生日常表現，沿用一貫學校記錄學生行為的方法，並適當邀請不同持分者擔當觀察工作，有系統地了解及彰顯學生於「行為層面」的成就和轉變。——— 《課程指引》第86頁

「從『情意及社交表現評估套件』選取部分問卷題目，讓學生填寫，並比較學期開始和結束的變化，整體了解全校學生就個別成長及價值觀範疇於該學年的轉變」—— 《課程指引》第102頁

「學生的學習成果，可於成績報告表中呈現。」—— 《課程指引》第92頁
- 評估目的，是透過回饋，幫助他們思考改善方向，並為持續優化本科教學提供重要的參考資料。

## 受關注的教材

### 《中国模式》
在國民教育爭議未擴大之時，教育局資助出版的《中国模式国情专题教学手册》的出現引起了多方的關注。中學校長劉修妍指，自從《中國模式：國情專題教學手冊》曝光，「德育及國民教育科」在不少市民眼中已儼如「洗腦科」。人民力量議員陳偉業指出，其實「國民教育」一詞惹人好感，若非《中国模式国情专题教学手册》曝光，可能還掩蓋着服侍政權的意圖。而教育局局長吳克儉亦承認本書內容有所偏頗，指出此只是參考書，不會使用其作為德育及國民教育科的教材。教聯會會長、國民教育服務中心主席楊耀忠認為教學手冊內容客觀，教師不採用是「浪費」、「自己封閉自己」，他又指局長不是「官說了算數」。

### 推行學校使用的教材
- 浸信會呂明才小學小二一課採用教育局製作教案「我学会了唱国歌」，將唱国歌列為學生責任，教師需引導學生思考，唱国歌時會否如得獎運動員一樣「以身为中国人为荣，有感动流泪的感觉」。[26]
- 「中华好儿女第一步」工作紙[27]要求學生[28]，

「『我为自己是一个中国人而高兴』，若你認同這句話，請大聲說出『我为自己是一个中国人而高兴』」
教材內容公開後，引起家長關注，網民紛紛網絡熱議。
- 教育局官方編製教材指，香港「需靠广东省输送东江水供港」，由此「体现对国家的归属感」[30]。

## 政府開支
2012/13財政年度，教育局的國民教育支出為5.95億。按2011年9月共有658,020名中小學生計算，相當於平均每名學生開支904港元。

## 推行过程

### 2012年前
2004年，香港教育工作者聯會（教聯會）未經招標，便獲教育統籌局批出資助，成立大埔「國民教育中心」。
2007年6月30日，中共中央总书记、国家主席胡锦涛訪港，在出席特區政府歡迎晚宴上講話，提及国民教育时說：「我們要重視對青少年進行國民教育，加強香港和內地青少年的交流，使香港同胞愛國愛港的光榮傳統薪火相傳。」
2007年-2011年10月，時任行政長官曾蔭權連續五年在《施政報告》中提及國民教育，2007年國民教育部份（第116-120段）指，繼續透過現行中小學課程及新高中課程架構，加強與國民教育有關的學習元素，進一步提高學生對國家的認識以及對國民身份的認同。2008年123-127段，主要建議增加資助香港學生與內地的交流名額，由5,000擴大37,000。關於在學校推行國民教育詳情沒有提及。2009年只有三段(第116-118段)提及國民教育，只說「薪火相傳國民教育平台」已在2009年初成立，資助37,000名學生參與各項內地交流計劃及協調45項由非政府機構組織的交流活動。2010年158-162段提及關於國民教育的改革，主要建議在中小學以價值觀和態度為導向，推行「德育及國民教育科」，正式決定將國民教育獨立成科。
2011年5月5日，政府推出「德育及國民教育科課程指引（小一至中六）諮詢稿」，建議將此科列為必修科。5月5日至5月23日期間，政府舉行8場課程諮詢會並邀請中小學校參與。至今教育局仍未按《公開資料守則》公開諮詢期收集的1,000份公眾意見書內容。
2011年10月，時任行政長官曾蔭權發表施政報告，只有兩段（186-187段）提及國民教育，就推行「德育及國民教育科」進行了公眾諮詢。

### 2012年
4-6月
2012年4月30日，教育局局長孫明揚接納課程發展議會及其轄下「德育及國民教育專責委員會」所修訂的「德育及國民教育科課程指引」。該專責委員會主席為香港大學專業進修學院院長李焯芬教授。他表示有關修訂乃經過委員會於2011年5月至8月進行為期四個月的諮詢，從不同途徑收集社會各界對於「德育及國民教育科」課程的約1000份意見，經研究和商議後作出。
2012年5月25日，撰寫課程指引的李焯芬教授指出：「如果三年之後有學校不跟隨德育及國民教育科課程指引來開辦課程，教育局會通過視學制度來處理」，「目前需要接受『校本化』的現實，是比較可行的第一步。至於十年後有了更多經驗，也許會有更好的平台做中央式的設計」。
7月
2012年7月17日，香港教育局局長吳克儉到北京拜訪中华人民共和国教育部，談及國民教育，事前事後沒有通知傳媒，香港駐京辦也一度稱不知情；被民主黨張文光指違反《基本法》第一百三十六條賦予的本地教育自治。
2012年7月28日，國民教育家長關注組與教育局長吳克儉等官員會面，國民教育家長關注組代表表示吳克儉在會面中表現冷漠，感覺是對牛彈琴而提早十五分鐘離場，又引述吳克儉指看不到有特別理由要撤回國民教育科，並呼籲全港市民參與7-29反對德育及國民教育科大遊行。吳克儉於會面後表示與國民教育家長關注組會面時只聽到撤回國民教育的聲音。
2012年7月30日，梁振英表示，为了释除社会部分人士对德育及国民教育科会否出现洗脑的疑虑，决定督促教育局把有关德育及国民教育科里面当代国情部分的参考教材上载到教育局网页，接受大家的监督，希望家长和教育界在看到教材后，能够明白政府绝对没有所谓洗脑的意图。
8月
2012年8月3日，政務司司長林鄭月娥宣布教育局將成立開展德育及國民教育科委員會，邀請各界代表加入，共同監察「國民教育」的推行。8月22日，政府公布成員名單，主席由行政會議成員胡紅玉出任，副主席是課程發展議會德育及國民教育專責委員會主席李焯芬。
2012年8月13日，行政长官梁振英表示：德育及国民教育科被误解是“洗脑”科目，是令他上任以来最感头痛的事。他澄清整个国民教育科目分为五大范畴，分别是个人、家庭、社会、国家、世界，而在国家范畴内又分为几个部分，中国国情课程亦即市民最感担忧的部分，仅占整个课程的二十分之一。梁振英重申，政府并非要强推德育及国民教育科，相信向公众清楚解释后，便可释除市民疑虑。“我们不是强推，我们从来没有想过要怎样去‘洗脑’，因为教材是学校订的，特区政府准备做一个参考性的教材，但不是强迫学校用的。”他称参考教材将于月内上网，供大众参考，届时大家便会发现“没什么‘洗脑’内容，毋须担心”。
2012年8月27日，吳克儉表示，若個別學校表達不推行，教育局會派員協助，就開展國教科作討論。
2012年8月底，《明報》報導，教育局向全港65間官校發出「限閱文件」，命令校長記錄官校教師對國教科的取態和表現，向局方匯報後記錄在案。文中提到有接觸過文件的人士講述文件中有寫「倘有教師罷教」、「拒絕德育及國民教育科工作」等情况，教育局將「視乎個案的實際情况考慮如何處理」，但未有引用文件內聲稱命令記錄取態和表現的文字和句子。教育局相信協會所指的「限閱文件」是教育局向官校提供的指引，為官校推行科目可能遇到的問題提供協助，包括為一旦發生教師罷教的情況，未雨綢繆。
9月
2012年9月5日，为响应社会对“德育及国民教育科”的担心，及全面了解社会不同声音，梁振英昨日呼吁反对者及各界人士，一起加入讨论，实事求是，详谈他们对该科的意见及顾虑。对反对者提出要撤回该科，他强调，在撤回与不撤回之间，有很大讨论空间。重申政府并无任何官方教材，该科完全以学校为本，由学校制定及选择自己教材，而政府出版的参考教材会通过开展委员会审议，但学校不一定要选用。他亦强调以行政长官的身份给警方以明确的指示：对反国民教育的集会绝无清场的计划。
2012年9月7日，梁振英取消出席俄罗斯的亚太经济合作组织（APEC）系列会议，梁振英表示：“我们做事是有机制有程序的，但我们政府做事不能因为大家表达这个决心，我们就立即叫停撤科然後才对话。所以我很希望有关的朋友能够与委员会甚至和我本人就大家的看法进行沟通，有一些团体提出一些中间的方案，这个我们都很愿意研究。”他预期，自己会在这一两天陆续约见或接受邀约与团体见面，研究解决国民教育争议的相关方案。
2012年9月8日傍晚，梁振英宣布，取消德育及國民教育科的三年開展期，改由辦學團體及學校自行决定是否开办国民教育科及开办方式。梁振英強調國民教育科不是現屆政府教育政策的主力。
2012年9月9日凌晨，民間反對國民教育科大聯盟宣佈結束在政府總部的集會，不少人認為大聯盟結束集會的決定倉卒，學民思潮指佔領政總行動雖結束，但仍會繼續抗爭，要求政府撤回國教科。
2012年9月10日，政府宣布抽起國民教育課程指引中「當代國情」的部分。教育局局長要求課程發展議會盡速討論及檢視課程指引中引起爭議的部分，包括社會上對「情感層面」評估方向的關注，課程規劃方向的意見，以及如果學校決定不獨立成科，是否可將內容加入中國歷史等科目互相配合等。
2012年9月11日，學聯發起罷課行動。同日，梁振英向媒体表示：如果政府撤回德育及國民教育科，那等于是政府禁止学校开设它可能想开设的科目，这个做法有违香港自由和多元社会的特质。现在的情况是，国教科开展与否、何时开展、以及开展时所用教材与内容等问题，全部都由学校自己决定。他呼吁社会应该对办学团体的专业判断有信心。
2012年9月20日，出版《中國模式國情專題教學手冊》的國民教育服務中心，因不獲教育局續約而會關閉，須於本月30日前遷出青衣的所在地。香港《蘋果日報》形容此地為「洗腦基地」。其「姊妹機構」國民教育中心亦同被終止合約，但會再招標。兩中心過去八年共獲公帑撥款5,000萬元。

### 擱置課程指引
2012年10月8日上午，開展德育及國民教育科委員會進行會議，委員會主席胡紅玉宣佈由於現存國教科課程指引令人不安，委員會建議政府擱置課程指引。下午5時特首梁振英於政府總部，宣佈接納委員會建議，擱置德育及國民教育科課程指引，教育局不再以此作視學依據。
民間反對國民教育科大聯盟就政府擱置德育及國民教育科課程指引的決定，有以下回應：第一、大聯盟認為政府已經達到大聯盟部份要求；第二、大聯盟取消原定10月17日包圍政府總部行動，改為舉行集思會；第三、大聯盟將改變策略，專注留意各學校教材及活動是否包括「洗腦式內容」。
另一方面，部份建制派如田北辰、梁紀昌認為政府擱置的行動較為軟弱，令政府失去威信。

## 爭議

### 香港人是否都是中國人
香港在德育及國民教育科的爭議上，香港電台的老師專欄作家洪昭隆援引ICCS 2009的研究結果：「86.6%認同自己是中國人，83.3%認同自己是中國香港人，91.1%認同自己是香港人，而86.1%認同自己是世界公民。」，主張「香港學生的國民意識不足」是經個偽議題，並援引香港特區政府教育局對研究結果的評論為「在國民身分認同上，香港學生普遍認同自己擁有多重的身分，而且熱愛香港和祖國，同時擁有全球視野。」
政治評論員王岸然指：
- 香港的現實是一個多元文化和種族的社會，有相當重要的少數族群不是中國人，只是香港居民。香港有好多「外國人」，絕不單是白人等非華裔，而且还包括不少星、馬、泰、印尼、菲律賓等東南亞華人，以及華人在港出生的下一代。周恩來早於1955年的「萬隆會議」已對出生及長居于海外的華僑，以及華僑所居住的國家表明，他們已經不再具有中华人民共和国国籍，他們的子女也不是。
- 根據《基本法》第二十四條，港人只有「居民」的觀念，這觀念與「中國公民」並存，但沒有「國民」的寫法；沒有國民，請問為何要搞國民教育？這就已經違反了《基本法》只想談「居民」、不想談「國民」的精神了。[65]

香港文化評論學者陳雲指：
- 依照《基本法》，香港人無國民義務，毋須接受國民教育。
- 陈云亦认为中共並未建國，中共是黨國，香港的國民教育無效忠的國家對象，因此无必要搞國民教育。[66]

香港人權監察以及少數族裔團體融樂會指：
- 國民教育強制非華裔香港人接受民族主義情感教育，對少數族裔進行不合理評核，可能違反《種族歧視條例》。[67][68]

中联办宣文部部长郝铁川在与香港主要电视媒体的记者茶叙时表示：
- 香港回归祖国后，承认自己是香港人无碍于同时承认自己是中国人。香港已经是中国的一个地方行政区域，不是一个独立的政治实体，承认自己是香港人，理所当然就承认自己是中国人了：“香港人不是中国人，请问是哪国人？”[69]

香港特别行政区基本法规定香港特别行政区永久性居民为：

（一）在香港特别行政区成立以前或以后在香港出生的中国公民；

（二）在香港特别行政区成立以前或以后在香港通常居住连续七年以上的中国公民；

（三）第（一）、（二）两项所列居民在香港以外所生的中国籍子女；

（四）在香港特别行政区成立以前或以后持有效旅行证件进入香港、在香港通常居住连续七年以上并以香港为永久居住地的非中国籍的人；

（五）在香港特别行政区成立以前或以后第（四）项所列居民在香港所生的未满二十一周岁的子女；

（六）第（一）至（五）项所列居民以外在香港特别行政区成立以前只在香港有居留权的人。
——--《中華人民共和國香港特別行政區基本法》 第二十四条

### 是否「洗腦」

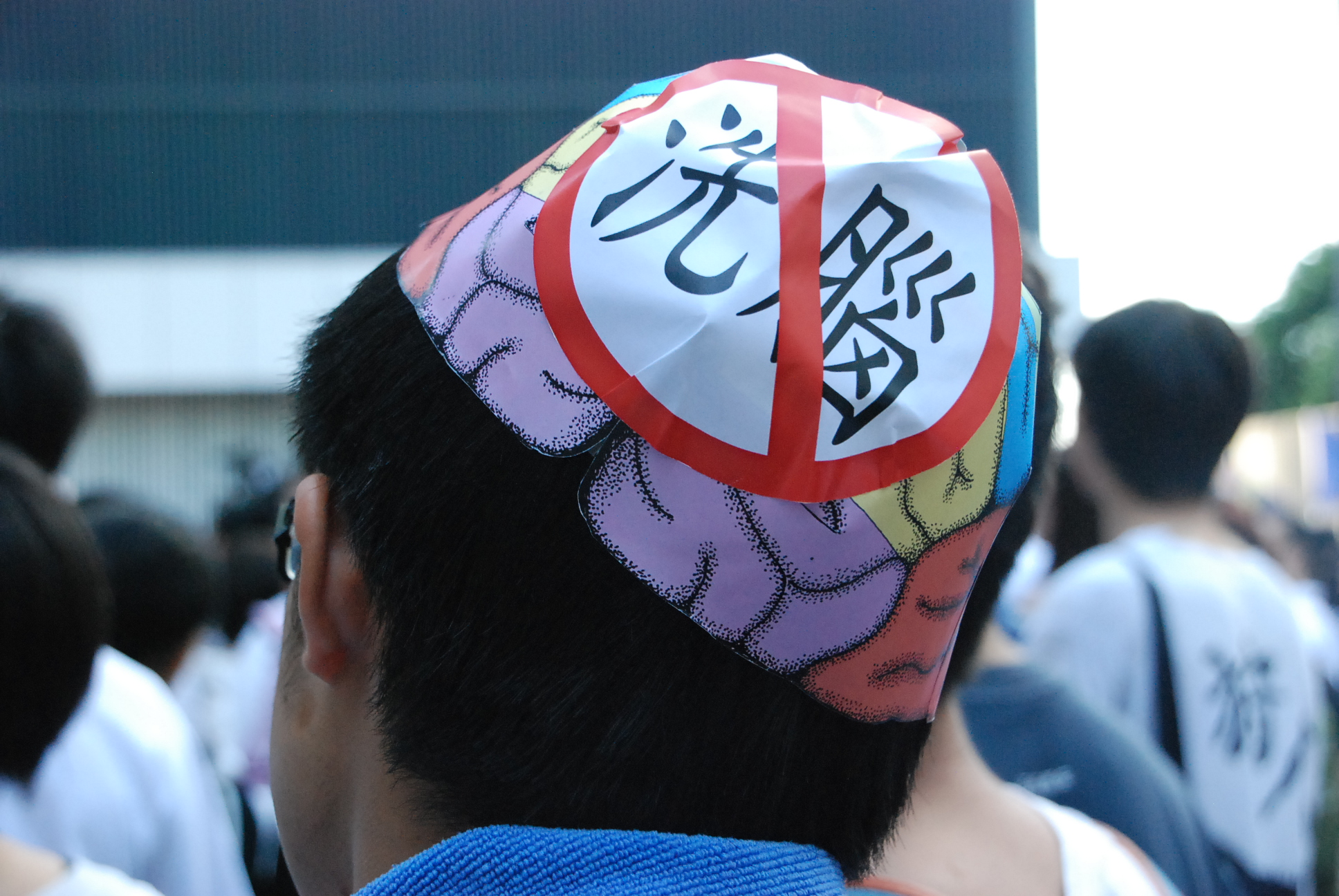
反對德育及國民教育科示威者

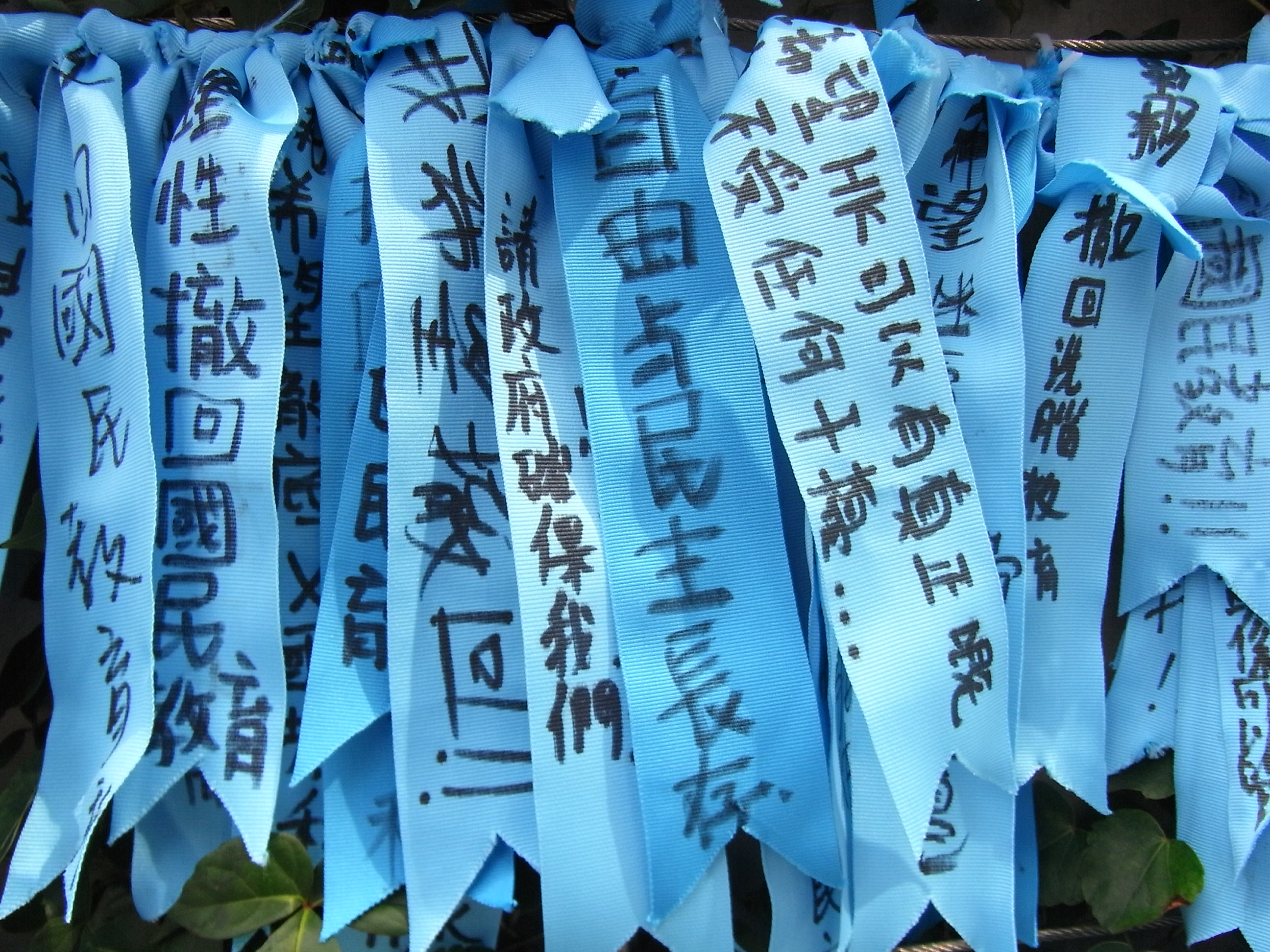
反对德育及國民教育科的标语

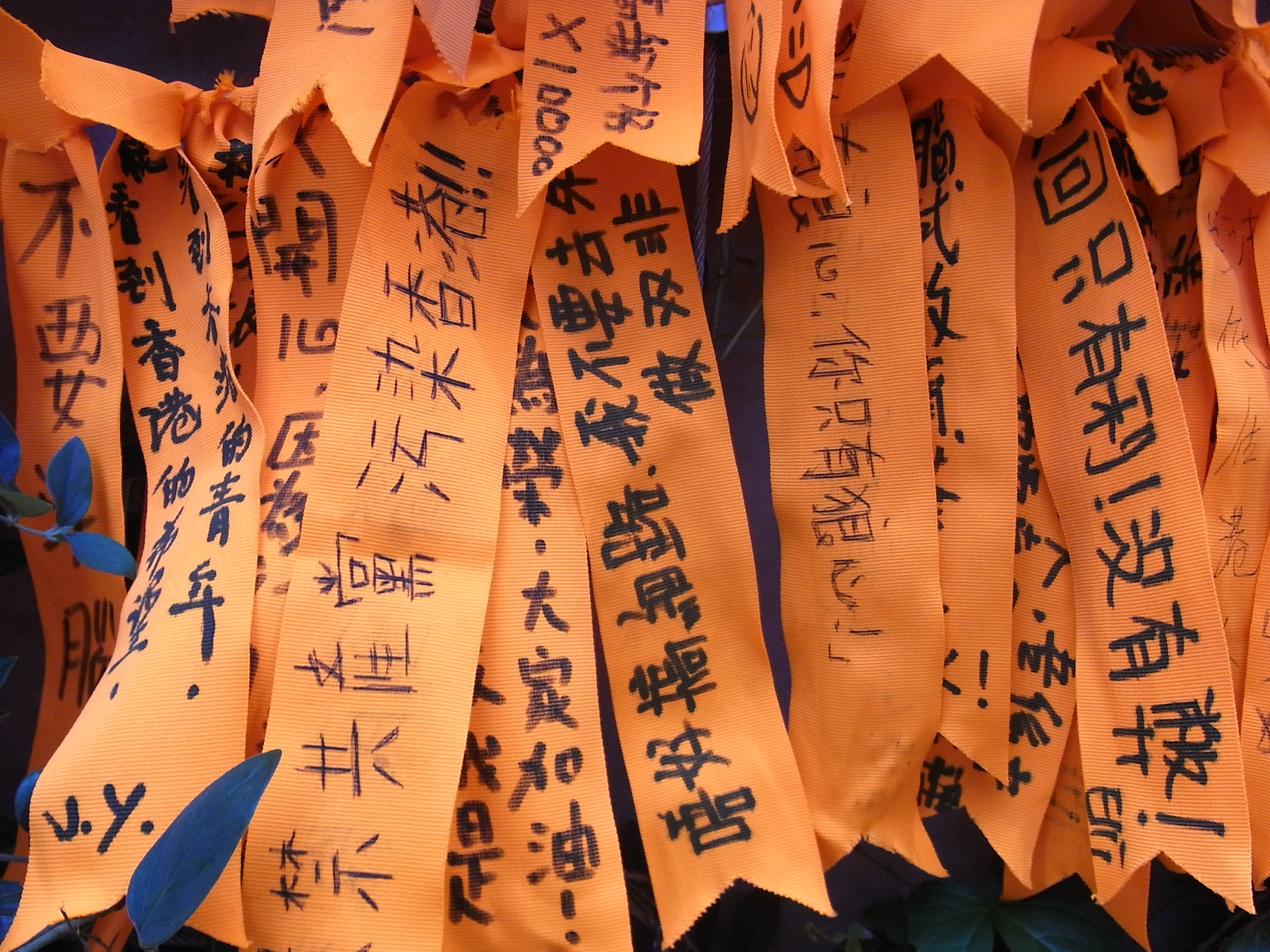
在金鐘政總反國教集會上，市民所寫下的心聲

有评论人士认为，由於德育及國民教育科的評核準則，顯示此科著重民族主義情感灌輸，要求培育學生對中华人民共和国的「自豪感」，加上政府面對反對仍然堅持開展，部分香港市民、家長、教師、演藝、文化人和泛民主派議員認為國民教育是一件政治洗腦工具。
- 香港中聯辦宣傳文體部部長郝鐵川在微博表示，「有人導說是『洗腦』，只要看看美、法等西方國家這方面的制度，就會看到這種必要的『洗腦』是一種國際慣例；有人說要培養中小學生的批判意識，但國際社會通常做法是在大學培養批判思維意識，而不是中小學；有人說德育及國民教育不要聽中央政府的，但那還叫國民教育嗎？」「中小學的德育及國民教育根本不是『洗腦』，而是『健腦』。」[73]但部分香港人視其言論表明德育及國民教育在中國政府方面有『洗腦』的立場[74][75]
- 调查显示，對於輿論指「德育及國民教育」是「洗腦教育」，受訪家長的意見較為分歧，36.6%表示反對，亦有28.4%受訪者表示認同。同時，37.6%受訪家長不相信政府在推行課程時，能做到客觀持平，有信心的僅是17.8%。[76]
- 天主教香港教區前主教陳日君樞機，形容現時做法是反民主及霸王，不應趕在2012年9月開展，因為目前也有公民教育科。陳表示，歐洲的納粹及法西斯、日本的軍國主義，以及大陸的文化大革命，都與錯誤的國民教育有關，令人恐懼。[77]
- 加拿大資深中學教師Jan Haskings-Winner閱讀過《課程指引》後，直指課程危險：「這份文件令我想起希特勒，納粹推行的就是這種國民教育，強調盲目向政權效忠，不鼓勵人民思考。」她指加拿大的教育鼓勵學生看到社會不公義要發聲，而不是培育乖巧愚忠的順民，加拿大的教科書敢於「揚善更揚惡」，大篇幅記錄政府百年來犯過的歷史錯誤，例如剝削黑人投票權、掠奪原居民土地、欺壓女性權益、愧對亞裔移民等，希望孩子能從歷史的錯誤中學習[78]。
- 中华人民共和国外交部驻港特派員公署副特派员姜瑜在被香港记者问到国民教育是不是“洗脑教育”时表示：“中国是一个有五千年历史、人口占世界近四分之一、经济总量居世界第二的发展中大国，外国人都在关注中国、了解中国。我觉得香港青年多了解国家、了解世界，是一件好事。”[46]

### 是否国际惯例
- 香港浸會大學哲學系助理教授黃國鉅指，國民（national）一詞，在西方政治是只有納粹的國家社會主義（national socialism），極右排外、近乎新納粹的政黨，如國民陣線（Front national）才會用的名詞。而且，歐洲經歷過二戰的洗禮，受過民族主義的教訓，對「民族自豪」這類說法十分敏感，如果德國中小學要教導小孩「對德國人身分感到光榮自豪」，實在匪夷所思[70]。
- 有学者指出：全球主要國家只有新加坡推行國民教育科，其他國家一般推行公民教育[79]。
- 香港教育學院學者、教育政策論壇成員梁亦華指出部份人錯誤引用學者Ramirez的觀點，梁亦华认为過去一世紀成為國際慣例的，是國民義務教育（state's responsibilities with respect to education），以及了解個人權利與義務的公民教育（civic education），而非情感式民族認同的國民教育（national education）。而「國際慣例」亦非強制推行國民教育的充份理由[80]。
- 2006年，日本参众两院通过了《教育基本法》修正案。此法案鼓励教师向学生灌输爱国主义和尊重日本传统文化，要将“热爱国家”（love of country）作为教育的目标。[81][82][83]
- 2007年，英国新修订的课程教育规定，11至14岁的中小学生要学习“英国价值观”（British values）以及“属于英国的国民认同”（national identity in the UK）。伦敦大学教育系的学者将爱国主义定义为：“热爱、忠诚并且依附于某人的祖国。”新內容引起爭議58%老師反對「官立學校推廣國家忠誠是正當的」，18%贊成。[84]
- 2011年，英格蘭檢討國家課程，研究將公民教育不再列為必修科[85]。國民教育家長關注組發起人陳惜姿表示，英格蘭做法證實「全世界都有國民教育」的論述是錯誤，任何人都不應再混淆視聽。[86]
- 《公民与社会》是美国公民教育系列教材中影响力最大的一本，在美国47个州通行使用。公民教育（citizen-education）是每个出生在这个国度里的人都必须接受的教育。透过《公民与社会》[谁？]可以看到，美国的公民教育并不是仅仅局限于公民的道德教育，它实际上是一种政治教育，具有强烈的意识形态性，其根本任务就是为了培育美国政治制度下的合格公民。[87]
- 1942年，美國西維珍尼亞教育局規定學生必須參加升旗禮，向美國國旗敬禮及朗誦效忠誓約（Pledge of Allegiance），否則會被逐出校。美國最高法院裁定此項規定違憲；法官解釋，任何人包括政治多數（political majorities）不能通過投票剝削少數人的基本權利（包括公民的表達自由），公民亦不能被迫對某事物表達認同。[88]

### 是否新事物
- 全港大约一百所小学，包括天主教、基督教、佛教、道教等宗教及非宗教学校，都在教育局出版的选校天书《小学概览2012》的学校特色栏中，列明会推动“国民教育”或“国情”，提升学生“国民身份”或“国民意识”为关键项目发展。一些学校举行升国旗仪式、安排学校到中国大陆进行交流等活动，提升国民意识。例如天主教的慈幼叶汉千禧小学设“龙的成长──我是中国人”校本课程。元朗区的金巴仑长老会耀道小学，每月会举办升旗礼及国民教育日营。中西区圣安多尼学校及湾仔区宝血小学，举办“赤子情中国心资助计划”，以提升学生对国民身份的认同。[89]

### 是否有必要独立成科
香港電台的老師專欄作家洪昭隆進一步主張，有鑑於國際公民及素養調查研究之中，世界前兩名的芬蘭和丹麥均將未將公民教育獨立成科，而採類似香港現行的跨課程的整合模式，來主張德育及國民教育科並不需要獨立分科。
學民思潮黃之鋒認為國民教育浪費上課時間、浪費公帑：「國民教育科有什麼內容，是通識科和常識科教不到？他們答不到我。」
此外，关于质疑国民教育科是否有独立成科的必要的观点还有：
- 有通識科教師指出現時部分科目已含有認識中國的元素，毋須另設德育及國民教育科。[92]

而教育工作者梁亦华指新高中的通識科含有「現代中國」、「今日香港」及「全球化」單元，已經代表了香港人身份認同的三角平衡，已經能容讓學生從「國家身份」與「國際身份」之間的種種衝突發展审辩式思维能力，加上「個人成長與人際關係」單元中，也有討論「身份認同」的課題。而現有中國歷史科遠比國民教育更能為學生提供整全的國民意識，皆因歷史課程源自嚴謹的質性研究與論證，以盡量還原歷史真象，避免誤解歷史，隨意附加主觀判斷為原則。他又指國民教育科的推行者較傾向國民教育為政治服務的社會化功能（education for socialization），多於促進民主的功能（education for democracy），課程大綱中過於強調體制所期待的價值觀、規範或信念，而且較為忽略审辩式思维的訓練。而社會化功能亦會隨著時代變遷而有所不同，如18世紀歐洲的戰爭需要、18世紀工業化的階級複製需要、以及20世紀以民主促進政權穩定之需要。
- 亦有教師舉例初中要讀10科，難以分配時間予國民教育，在短時間內把書本的知識填鴨式地塞進學生的腦袋裡，學生沒有充足的時間去掌握資訊，那麼就像被洗腦一樣。教學工作方面，他們指出本來手頭上就有很多的工作，譬如行政和他們本身任教的專科，如果要他們在培育、訓練不夠的情況下去接手新課程，那麼學生就得不到高質量的教育，整個事情可能會弄巧成拙。[97]

### 國教與德育併成一科
- 香港理工大學通識講師溫帶維指，課程指引不合理地把國民教育以及德育合併成一科，有根本的原則性問題。若果同樣為了「培養良好國民素質」，便要合成一科，那麼也都合成一科叫「體育社會政治歷史思方語文德育及國民教育科」了。德育科培養品德，一般人自然會認為科目內培養的都是品德。把德育及國民教育合併，大多數人就會把國民身分認同看成是一種品德的培養。國民身分認同既非品德，誤視之為品德，便會讓學生、老師、以至整個社會陷入扭曲人性的偽道德環境中。這不只是教育的災難，而是整體社會的道德災難[98]。

### 互评制度
- 中學教師莊先生擔心學生互評制度，可能造成文化大革命式互打小報告的恐怖氣氛，「我踢爆你睇升旗嗰陣偷笑，你又告發我聽國情講座瞓覺」，會令學生為免被批評養成「造假」的習慣，對學生成長影響深遠。[99]

## 各界反應
- 香港大學於2012年8月14日至15日進行的民意調查發現，57%受訪者贊成擱置德育及國民教育科，16%支持如期推行[100]。

### 反對

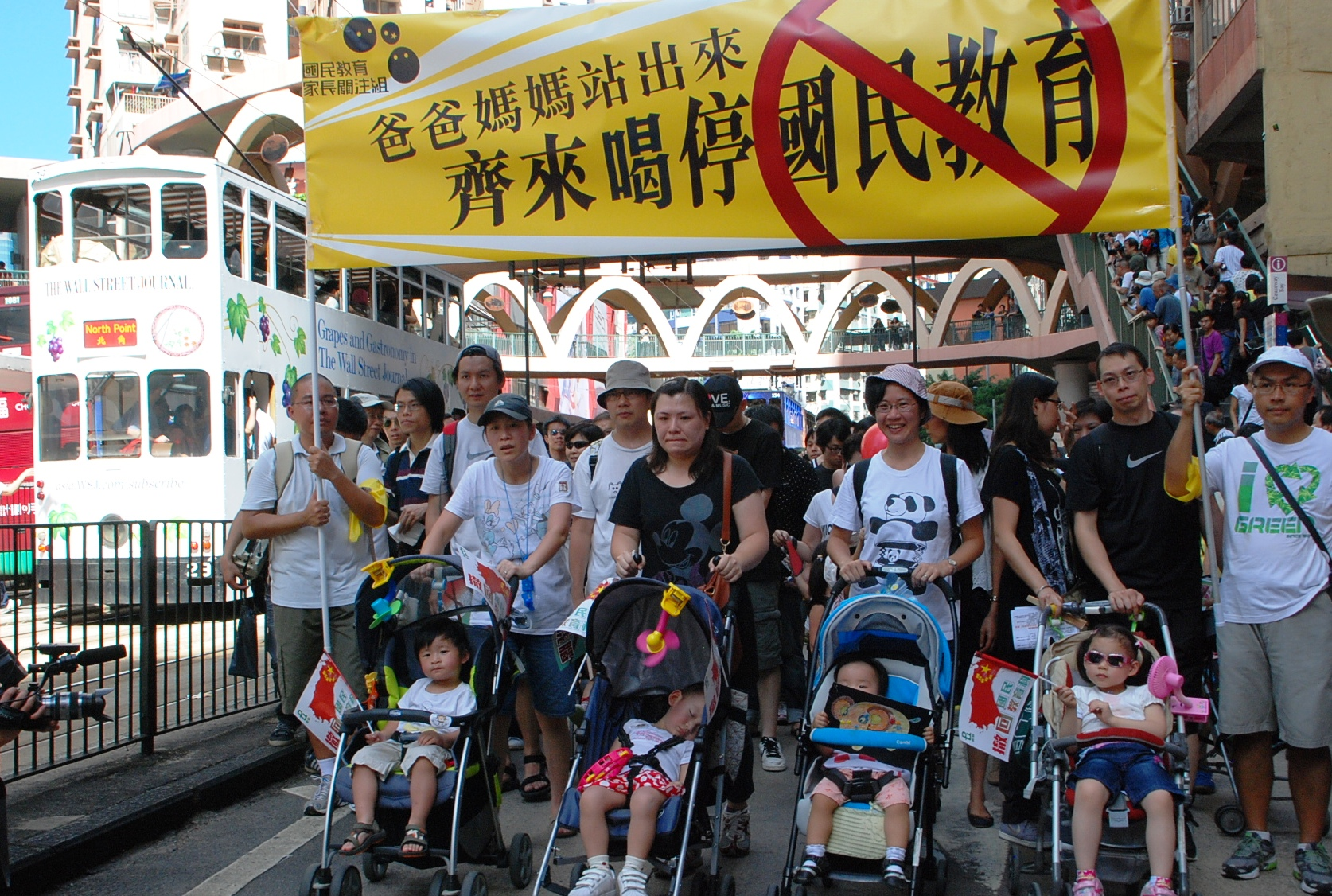
數以萬計的市民示威，反對國民教育

2012年5月13日，學民思潮組織「513 撤回國民教育課程大遊行」。
2012年7月29日，學民思潮、國民教育家長關注組及教協等團體發動「全民行動，反對洗腦，729萬人大遊行」，以迫使香港政府撤回國民教育。主辦者稱共有逾9萬人參與遊行，警方則估計高峰期有3.2萬人。
2012年7月30日，教協以及學民思潮要求政府在9月3日前撤回國民教育，並積極組織罷課，與各相關人士（教師、家長、學生）商議及合作，尋求辦學團體等社會各方的支持。
2012年8月1日，香港多個辦學團體，包括循道衛理聯合教會、香港道教聯合會、香港佛教聯合會和仁濟醫院反對教協早前提倡的罷課或罷教行動；而全港17區的家教會主席均以個人身份反對教協早前提倡的罷課或罷教行動。
2012年8月30日，約50名學民思潮成員及學生，在政府總部集會並架起帳幕，展開為期3日的「佔領政府總部行動」，其中3名學民思潮成員會絕食，要求政府撤回德育及國民教育科。
2012年9月1日，約40,000人（警方数据为高峰时8,100人）擠滿政府總部參加反對國民教育科嘉年華及音樂會，樂隊Rubber Band、歌手黃家強及黃耀明等輪流上台表演，向國民教育科說不。第一波絕食後，10名家長，退休教師宣佈接力絕食。
2012年9月3日，反對國民教育大聯盟正式宣佈無限期佔領政府總部。
2012年9月6日，學聯發起於9月11日各大專院校罷課4小時，反對國民教育科。參與絕食的人數增多，其中不少人年過60歲，當中包括電影人岑建勳與9名人士，組成「七零社運老兵團」。
2012年9月7日晚，大批市民穿黑衣到政府总部集会，反对国民教育科。藝人森美、小儀及朱薰等上台演說，支持反國教人士。大会称有超过12万人参加集会，而警方估计最高峰时有36,000多人。其中63歲退休教師韓連山絕食超過140小时。
2012年9月8日，英國倫敦有數百人身穿黑衣到香港駐倫敦經濟貿易辦事處，高舉標語及叫口號，聲援香港學生，要求政府撤回「洗腦式」國民教育。

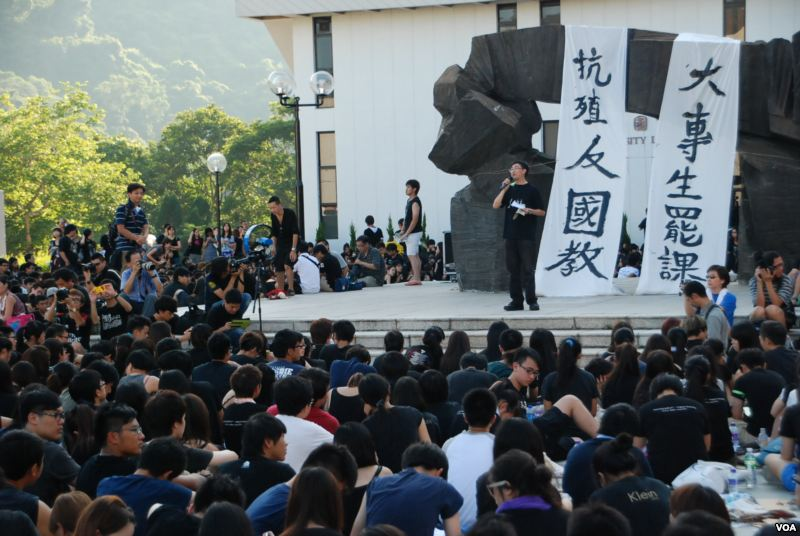
2012年9月11日8,000大專學生罷課，要求當局撤回國民教育科

2012年9月9日，梁振英宣布取消德育及國民教育科的三年開展期，學民思潮宣佈，結束佔領政總行動，但仍會繼續抗爭，要求政府真正撤回國教科。。
2012年9月10日，有舊生到行政長官梁振英母校英皇書院抗議。
2012年9月11日下午，學聯罷課，批評開展德育及國民教育委員會仍然存在，反映政府無改變政策，只是混淆市民。他們在香港中文大學百萬大道舉辦活動，部分參與罷課的學生，教師及學者到場發言。

### 支持
2012年9月8日，香港豪華飲食集團執行董事陳嘉華，以個人名義，中午起在中環遮打花園絕食，支持國民教育，他計劃絕食36小時，直至明日午夜12時。有市民向他送上花藍及水，以示支持。陳嘉華說絕食是要表達支持政府及國民教育，他看完課程指引後認為並無洗腦成份，希望反對人士，加入開展德育及國民教育科委員會，理性溝通，不要一口反對。對於有網民聲言，會罷食豪華飲食旗下食肆，他說感到擔心，但屬預料之內。

### 學生
2011年5月29日，反對國民教育的學生組織學民思潮成立，召集人是為中學生黃之鋒。黃之鋒批評國民教育科與現有常識科及新學制通識教育科內容重疊，浪費上課時間及人力資源，設立此科引致原有科目教授時數不足，增加學生暑假回校補課的時間，嚴重加重工作量。國民教育科亦管制學生的思想空間，倘答案不符官方的立場，就是不合標準。以及當局從來未有諮詢學生的意見，擔心會成為洗腦科目，令學生失去审辩式思维。學民思潮曾与高登討論區网友联手在三家报刊以「官員子女赴洋升學　市民子女留港洗腦」為口號，要求永久撤回國民教育。順德聯誼總會梁銶琚中學五優生梁倬睿批評國民教育是多餘，於2011年參加七一遊行反對國民教育。

### 家長
香港教育學院文理學院與其他機構2011年6月的共同調查顯示，43%家長支持政府在小學推行德育及國民教育，約三成人則表示不支持，贊成者主要認為香港學生需認識國情，並認同學校須培養學生的品德及正確價值觀，反對者大部份認為現有科目，已涵蓋國民教育，近半是因為不認同中国政府。近4成家長反對該科是「洗腦教育」的說法，7成人贊成應包括六四事件及人權議題。而香港家庭教育學院於2011年7月初就德育及國民教育科進行訪問，在受訪的522名中小學生家長中，近8成認為科目內容範疇太大，超過一半指子女會對增設此科目感到不滿，有72%家長認為此科是單純或包含政治任務。
有家長團體對科目表示贊同。家校會主席徐聯安會後指，家校會代表一致同意推行國民教育，認為3年開展期是比較寬鬆的時間，並信任教師的專業，不擔心該科會成為「洗腦科」。」香港家長聯會外務副會長梁樂球指，國民教育是教育必需要的一部分，對年輕人有益無害，認為社會部分激烈意見，是將教育政治的國民教育政治化。油尖旺區家長教與師會聯會會長李偲嫣亦指，對於多人反對科目感驚訝，她指教育局會為教材質素把關，家長亦會監察，不擔心出現所謂的「洗腦」。香港國民教育促進會主席姜玉堆回應國民教育是洗腦教育時稱，腦有問題就應洗，正如衣服骯髒要洗，腎病病人要洗腎一樣。並表示市民普遍支持國民教育而批評者要「洗洗腦」。

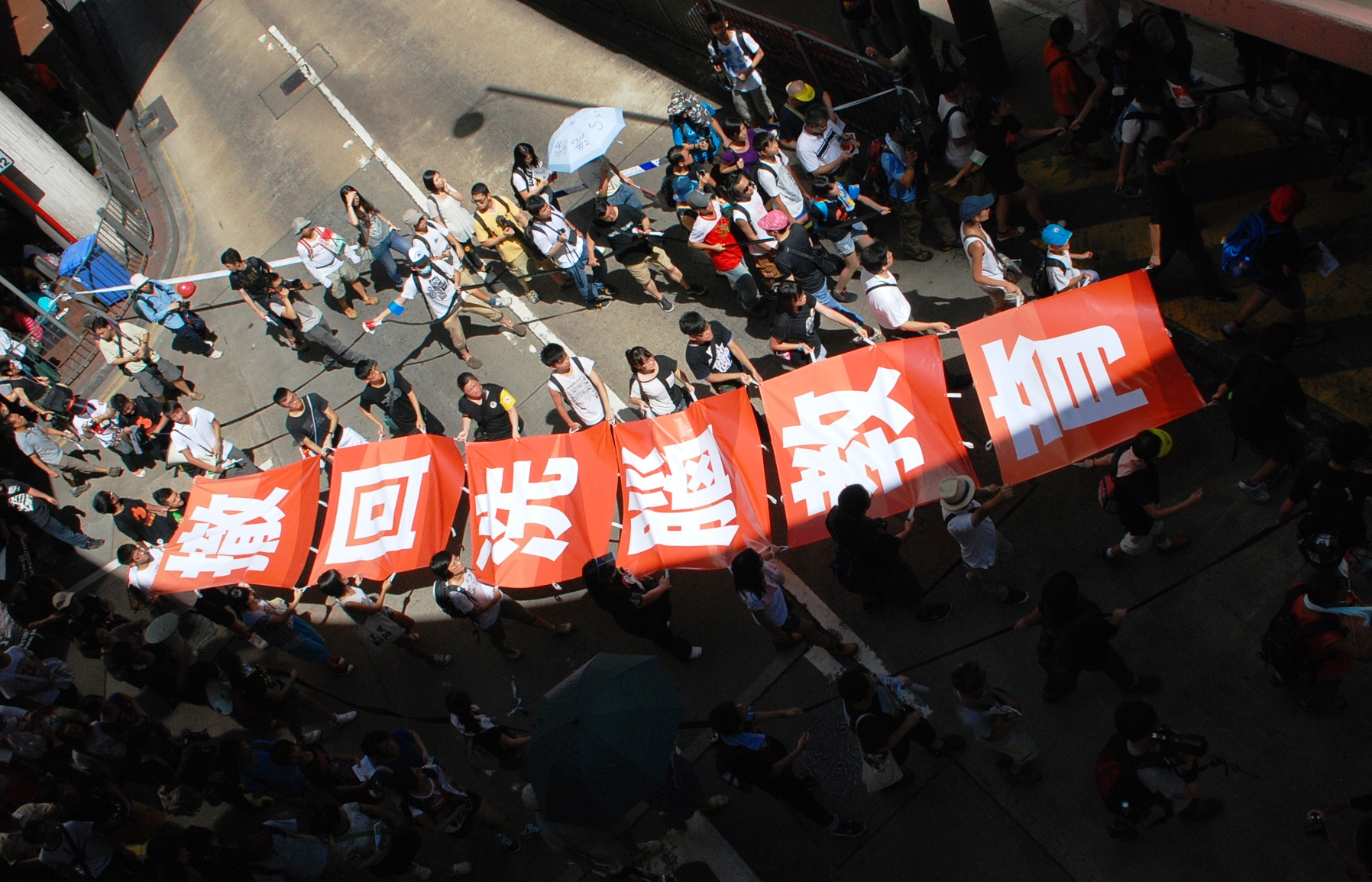
729反洗腦萬人大遊行，要求撤回國民教育科

國民教育家長關注組是最主要代表家長反對國民教育科的團體。2012年7月23日，逾1100名家長捐款12萬元，於3份報章登報聯署，要求先撤回國民教育課程。有家長認為，此课程有洗腦效果，只是宣傳國家好的一面，不夠客觀。亦有家長說，若然一定要推行，亦應該包括六四事件及艾未未等事件及人物，由學生自行分辨是非對錯。2012年9月7日，部分呂明才小學家長不放心，陪同小朋友回到學校，缺席第一課德育及國民教育。
對於七二九抗洗腦大遊行，有學者認為國民教育化解了回歸以來家長及教師的對立狀態，並讓家長覺醒，在教育議題論述方面主動向公眾及官方表達訴求，將有利於香港未來的教育發展。

### 教師
2012年7月7日，教聯會協辦的关于国民教育科老师信心調查结果公布，调查显示：在评估信心方面，有3%的小學及26%的中學教師有信心，48%的小学及51%的中学教师的信心则为一般，26%的小学和35%的中学教师则表示没有信心；在任教信心方面，調查可選擇有信心/一般/无信心，調查結果的比例分别是43%/44%（前者为小学教师，后者为中学教师，下同），45%/44%，12%/12%。
2012年8月9日，香港教育專業人員協會（教協）的調查結果显示，在是否同意将国民教育设为必修科方面，有70%的反对，18%同意，12%则无意见，同时亦有74%的教师赞成“在现有基础上加强国民教育，但不加设必修科”；在加设必修科是否会对学校造成冲击方面，85%教師擔心加設必修的德育及國民教育科會造成對學校行政的負擔，87%擔心會造成對時間表編排的負擔；在是否担心国民教育科会成为一种“洗脑教育”方面，有67%教师表示“担心”或“非常担心”；在国民教育的宗旨和原则方面，93%的教师认为应培养学生的独立思考，89%的教师认为应培养国民身份认同，88%的教师认为教师应拥有足够自主；在培养国民身份认同宗旨方面，95%的教师认为应让学生全面了解国家发展，94%的教师认为应培养学生的学习态度，77%的教师不同意应集中介绍国家的正面成就。
2012年9月6日，香港教育评议会公布“对推行德育及国民教育的意见问卷调查”结果。结果显示“多达83%（平均值）的校长及教师赞成学校推国民教育，亦有逾八成学校目前已透过课外活动、渗透各科或周会等形式开展国教。”逾70%受访者同意设立一年“冷静期”，让社会有更大空间再进行探讨。至於部分激进反对人士扬言“不撤回即罢课”，调查中近70%老师反对罢课，支持者仅7.3%。
香港政府教育人員職工會於2012年9月12日發出新聞稿，對於政府以「辦學團體及學校自行以專業判斷決定」模式推行，職工會認為不能排除出現類似日本教育部將「侵華」表述為「進入」之類的荒謬演繹，認為「各自表述」仍需符合「普世價值」。

### 校長
新界校長會會長朱景玄校長認為國民教育應著重灌輸正面思想，培養愛國情操，如教導孩子反抗、凡事質疑，便永遠只會活在猜疑、不安、不滿和封閉的空間，失去友愛、體諒和祥和的寬大胸襟。他希望各界人士不要再把「德育及國民教育」政治化，窒礙下一代真正認識國家、認識歷史、在前人的經驗中獲得進步的機會。
聖公會聖彼得小學時任校長余潤輝指，沒收到教育局的課程問卷，「我返工返到8月幾，肯定冇收到。諮詢絕不理想。」
有小学校长认为，学界有责任让下一代认识国家，不应退缩和回避，但目前反国教人士将爱国同认识祖国标签为“洗脑”，更将“德育及国民教育”独立成科的学校纳入“国教版图”，犹如对学校实行政治审查，令部分学校及教师倍感压力。
有校长赞赏政府取消3年國教科死線，并指出香港有学校一直有自主开设德育科、公民教育科。现在港府让学校自决自主，这是对学校、学生及家长最好的决定。

### 辦學團體
据国民教育家长关注组在2012年8月底进行的一项调查显示，该关注组接触到的354所小学（全港共约有500所小学）中，8所表明将在2012年9月推行德育及国民教育科，77所坚持未来三年不会开展，137所首年（即2012年）不推行，40所持观望态度，未确定推行与否，另有92所不作回复或拒绝回复。
2012年9月3日，包括圆玄小学、鮮魚行學校在内的六间小学率先推行德育及国民教育科。

### 宗教辦學團體抵制国民教育科
2012年8月20日，香港最大的辦學團體天主教香港教區正式向轄下全港110間小學及87間中學發信，表明「不贊成以獨立成科模式推行德育及國民教育課程」，以及命令所有屬校回復公民教育科，佔全香港學校數目兩成，共有逾15萬名中小學生就讀。若個別教師堅持響應罷課及罷教，學校應予尊重。

### 政府官員及行政會議成員
- 行政長官梁振英表示，政府不是要強推德育及國民教育科，而是在接下來的3年，由學校根據本身情況，決定今年、明年或後年推行。他表示国民教育科不强制指定教材，教师可以自由发挥，如果对有些内容存在争议，完全可以提出来商讨修改。而市民最感担忧的部分中国国情课程，仅占整个课程的二十分之一。此外国民教育科在撤回和不撤回之间，空间很大，根本不需将争议激化。[53][137][138][139]
他又強調，政府的參考教材會上載互聯網讓公眾審視，有信心屆時大家會明白當中絕無「洗腦」成份，政府也沒有任何「洗腦」的意圖[140]。梁振英曾經拒絕回應，如果學校三年後不推行國民教育科，會否有任何後果[141]。梁振英表示在他的政綱中，主力非國民教育科。現屆政府施政重點是房屋、老人和貧窮等民生問題。[142]梁振英於2012年9月11日向媒体表示：有些人就德育及國民教育科表達的意見，是基於過時的教學指引。他希望大家發表意見時，能夠參考政府現在的文件，而不是過去的文件。梁振英強調，政府至今並無發過任何教材，在坊間的所有教材（包括由政府資助的）都與政府無關[143]。如果政府撤回德育及國民教育科，那等于是政府禁止学校开设它可能想开设的科目，这个做法有违香港自由和多元社会的特质。现在的情况是，国教科开展与否、何时开展、以及开展时所用教材与内容等问题，全部都由学校自己决定。他呼吁社会应该对办学团体的专业判断有信心。[58]
- 政務司司長林鄭月娥2012年7月26日表示，社會普遍認同推行德育及國民教育科，如果不推行會令很多人失望[144]。
- 行政會議召集人林煥光表示，由教育局資助出版的國情專題教學手冊「不及格」，但市民可以監察政府採用恰當國民教育科教材，國教科爭論已變成港人價值觀之戰，「現時不少民間團體、家長、教師，在懷疑政府是否講一套、做一套？是『掛羊頭賣狗肉』？」。他亦重申，香港特區政府全權管理教育事務範疇，「中央完全無空間去插手」。[145]
- 行政會議成員羅范椒芬認為，香港與內地在經濟有很大融合，青年要到內地發展，便要全面認識中國，因此不應終止國民教育科。她相信學生有獨立思考的能力，因此不存在「洗腦」。[146]
- 教育局長吳克儉在亞視國際台《時事縱橫》節目稱，全香港學生加上家長數目過百萬，僅有10萬人上街表達對此科之不滿，可見香港有數百萬「沉默大多數」支持國民教育推行[18]。
- 行政會議成員張志剛認為，如果因為有人反對就擱置國民教育科，社會難以向前進步。此外，他亦指出不能將不同意見視作「洗腦」。[147]他撰文指反對德育及國民教育科的人士，只拿民間組織「國民教育服務中心」的《中國模式國情專題教學手冊》的部分內容來否定整個科目的設計，是完全不負責任的。他認為反對德育及國民教育科的人士可能根本沒有看過「指引」，不少家長更將《中國模式國情專題教學手冊》當作官方的指定的教材。引起广泛争议的写有“‘民主集中制’是‘进步、无私与团结的执政集团’的《中國模式國情專題教學手冊》”，并非国民教育科的指定教材。[148]
- 行政會議成員張震遠表示，社會主流意見都支持國民教育，關鍵是要確保國民教育科教材不偏頗，培養獨立思考，又指政府已提出了3年「開展期」，如學校未準備好，就毋須一定要於今年9月開展科目，而在開展期間當局可在聽取意見後修訂指引，是一項好安排。[149]
- 曾任香港教育學院院長的運輸及房屋局局長張炳良認為，國民教育讓學生從現實角度了解國家的發展，不應視為學生「洗腦」科。他亦認為任教該科的老師未被洗腦，更不會洗學生的腦。[150]
- 教育局常任秘書長謝凌潔貞在一個中學畢業禮上演講，指如果擔心國民教育科「洗腦」是對香港、對自己沒信心；又暗示六四、艾未未等事件是「歷史長河的沙沙石石」[151]。
- 2023年8月2日，保安局長鄧炳強於社交網站上載短片，指當時政府「見年輕人思想被激化」而推出德育及國民教育科，他指有外部勢力經代理人抹黑政策，並發動市民包圍政府總部。[152]

### 民主派
- 香港立法會教育界議員張文光在2008年競選立法會議席時，在政綱中就明確提到「重視學生德育和國民教育」，並強調「加強國民教育，學生應修讀中國歷史，讓學生認識國家」，但並非獨立成科。[153]
- 泛民主派議員指，立法會每年就平反六四議案舉行辯論對香港的年輕人來說是一個很好的國民教育機會。但是課程指引諮詢文件沒有提到教師是否可以講授六四事件和一黨專政等重大話題。[72]
- 许多反對推行德育及國民教育的泛民主派政治人物因為2012年立法會選舉臨近，以此作為政綱，如民主黨的何俊仁和涂謹申報名競逐立法會「超級議席」，聲稱要市民用選票向國民教育說不。新界西立法會候選人的公民黨余若薇的宣傳單張亦以反國民教育為主題。[154]
- 立法會議員黃毓民在2011年6月議案辯論發言：「香港人從來沒有國家認同的危機，只有對政權認同的危機！我們需要的是加強中國文化和歷史的教育。國民身份認同是通過對文化和歷史的自覺、生活方式、典章制度建立而成的。國民教育的目的不是歌功頌德，而是成就國民的人格。」認為香港不必推行國民教育。[155]

### 建制派
建制派議員均對政府推行國民教育課程表示支持，認為反對派製造恐慌，令市民對國民教育產生誤解，以為香港推行國民教育等於進行「洗腦」教育。
- 香港國民教育促進會主席姜玉堆指出，香港市民普遍支持推行國民教育科。對於有意見指該科含有「洗腦」的成份，他指腦有問題便需要洗，如衣服骯髒便要清洗及腎病病人需要洗腎一樣，而批評該科有「洗腦」成份的人需要「洗洗腦」。他又說過去有學生在活動後，以普通話說「沒有共產黨，就沒有新中國」，獲得全場掌聲鼓勵。[121]
- 民建聯於2012年7月表示，期望政府盡快成立該委員會，就推展國民教育商討落實細節，以期在九月開學時學校順利落實德育及國民教育科的三年開展期。[157]
- 香港基本法委员会副主任梁爱诗说：“政府不是急于要推行国民教育，也说了要咨询社会的意见，而且咨询范围很宽，包括是否要撤回（国民教育科）。是否大家可以理性一点去讨论。我们讲民主是将包容、理性，不是一定我对你错，大家有什么问题坐下来谈，有秩序。每每要用绝食、霸占、强占这样去解决问题，香港会变为无政府状态。[53]
- 港區全國人大代表譚惠珠在《基本法與香港回歸十五周年》新書發布會上表示，任何國家和政府都有責任推行國民教育，但六四、李旺陽等敏感話題並不需要列入課題。[158]
- 港區全國政協委員劉迺強表示，國民教育追求坦然、友善和親和，鼓勵包容和信任的態度。劉表示，推行德育及國民教育科時的教學時間和人員都出現瓶頸，擠不出多教一科的時間和教這一科的教師。[159]
- 全國政協委員劉夢熊在報章專欄表示，香港人作為中國人的一份子，有需要認識祖國，並不能因為教學手冊中包含有爭議性的說法，便「因噎廢食」，借此否定國民教育科。劉表示，國民教育是一種國家民族集體認同(mass identification)的過程。英國統治香港一百多年來，從來就沒有停止過推行殖民奴化教育。由此產生的香港與祖國母體隔離的觀念意識，阻礙香港的人心回歸，影響深遠。回歸以來的15年，港人一直在尋找自己的身份認同。國家日益強盛以及香港社會意識到香港的發展跟國家的發展緊扣在一起，是香港國民教育最重要的基礎。[160]

### 宗教界
天主教香港教區前主教陳日君樞機質疑香港推行國民教育將危害世界。他又憂慮教區學校成立法團校董會後，辦學團體不能主導校政，擔心法團校董會與學校無視教區就國教科發出的指引。

### 藝人
反對
眾多藝人在不同場合中均表示支持學生活動，但他們以不同的說法及行動支持是次活動。有部分藝人表示關注學生的絕食活動及擔心他們的身體狀況，這些藝人包括古巨基、泳兒、羅力威及鍾舒漫等；有不少藝人在不同場合中希望香港政府能聆聽市民的聲音及尊重民意，例如劉德華、鄭秀文等；亦有不少藝人在微博等網上渠道或訪問期間，透過穿黑衣或發表言論等方式表達支持，如容祖兒、張敬軒、黃秋生、黃偉文、盧凱彤、李克勤、佘詩曼、何韻詩、王菀之、鄧紫棋及高海寧等。部份藝人及DJ親身出席由學民思潮舉辦的《埋單計數，撤回課程，佔領政總》行動，包括上台發言、唱歌表示、或到場於台下支持等，當中包括周潤發、Rubber Band、黃家強、黃耀明、林夕、森美及龍小菌等。
支持
部分藝人則表示支持國教科，包括：譚詠麟、陳芷菁、胡杏兒、關寶慧。

### 醫生
近700名醫生（包括精神科）於2012年9月7日聯署公開信，認為把情感強行灌輸給心智尚未成熟的學童，實有扭曲兒童心理發展之虞，要求政府撤回國民教育科，及解散開展德育及國民教育科委員會。

### 空中服務員
國泰空中服務員工會於2012年9月11日發聲明，要求政府立即撤回國民教育科。

### 中国大陆
- 中聯辦副主任王志民認為，國民教育是十分正常的事情，年輕人有需要接受國民教育。[171]
- 中华人民共和国教育部部长袁贵仁在回应目前香港在国民教育上的争议时表示，作为公民，需要接受国民教育。袁贵仁说：“任何国家和地区，都有国民教育。因为，你是这个国家的公民，要受国民教育。至于国民教育的内容是什么，各个国家或地区，可以根据国情、省情、地情来制定，这是我的态度。”[172]
- 學者張雪忠反對國民教育科，認為政府容易腐敗，不應過量染指教育[173]。

### 傳媒報導與评论
- 親政府報章《文匯報》指：「香港回歸祖國已經十五年了，香港市民對於自己國家要認識要了解，是一件理所當然的事，學生在學校接受教育，學校開設的課程，學生都要學習，包括國情教育亦是順理成章的事。」[174]「世界各國都普遍推行國民教育，不論歷史悠久還是短暫，政治制度和國體如何，幾乎每一個現代國家的國民教育，都把對學生的愛國主義教育和民族精神培養放在最重要的地位。」[175]
- 中国內地的财讯网评论：香港“反国民教育大联盟”连为何要撤回国教科的理由都不提出，就以绝食罢课等激进方法抗议，甚至将抗争行动升级，如发起不合作运动、号召罢课，立场更为寸步不让。更有部分反对者对开展国教科的学校穷追猛打，不理会校方落实细节，听到“国民教育”四个字便反射性地强烈反对。事实上，不少反对者未必细读过国教科的相关文件、未对国教科有鲜明立场，仅仅是对港府面对学生的处理手法不满，才加入反对行列的。[176]
- 亞洲電視個人意見節目《ATV焦點》将學民思潮稱為「破壞派」。
- 反對國民教育科的運動受到多間外國媒體報導。

## 效果
香港1999年調查資料根據國際教育研究組織國際教育成績評估協會的公民教育諸多面向的跨國調查研究，其1999年做的公民教育研究發現，各國教師同意學生們在學校內可以且學到了瞭解他人、和他人合作、環境保護、關心社會及投票的重要性等面向的公民教育價值目標；調查結果中的老師們認為學不到的例外項目是發展愛國並忠於國家的情操，西歐國家及香港絕大多數的老師認為公民教育的教導，在發展愛國主義情操和國家忠誠方面, 很少有效果。

## 外部連結
- 德育、公民及國民教育 - 香港教育局
- 程翔﹕從「六七暴動」看「國民教育」[]